# IC 2473
IC 2473 ist eine Balken-Spiralgalaxie vom Hubble-Typ SBbc im Sternbild Löwe auf der Ekliptik. Sie ist etwa 358 Millionen Lichtjahre von der Milchstraße entfernt.
Das Objekt wurde am 14. April 1896 von Stéphane Javelle entdeckt.